# Sebastian Bull

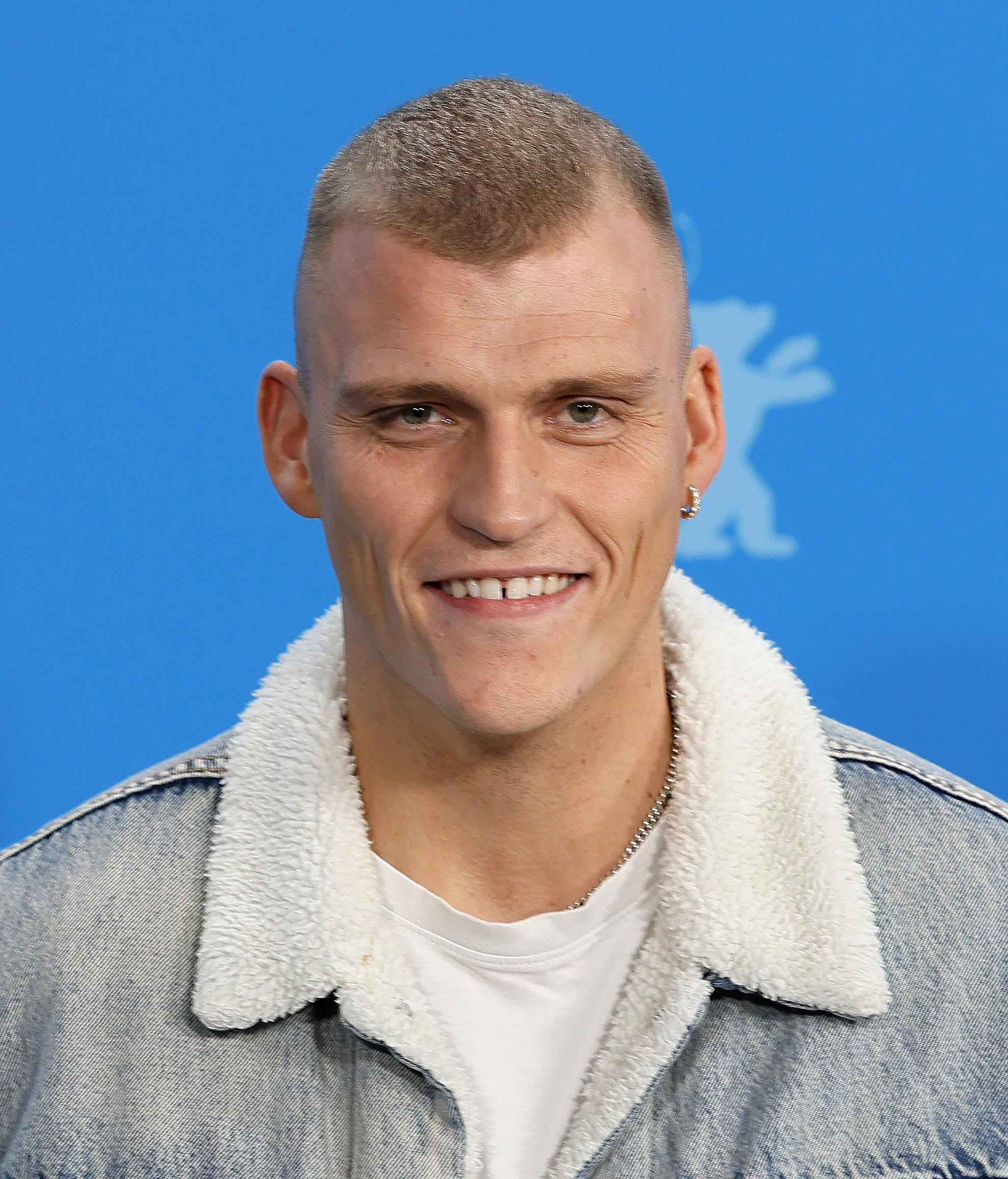
Sebastian Bull (2024)

Sebastian Bull Rygaard Sarning (* 25. September 1995 in Hellerup) ist ein dänischer Filmschauspieler.

## Leben
Sebastian Bull wurde 1995 in Hellerup geboren, einem Stadtteil der dänischen Kommune Gentofte bei Kopenhagen.
Seine erste Filmrolle erhielt er als Teenager in dem Filmdrama Submarino von Thomas Vinterberg, das im Februar 2010 bei der Berlinale seine Premiere feierte. Er spielte hiernach auch in Vinterbergs Film Die Jagd in einer Hauptrolle den Filmsohn von Mads Mikkelsen.
Der Regisseur Roni Ezra arbeitete mit Bull für 9. April – Angriff auf Dänemark zusammen und Mark Raso für seinen Film Copenhagen. Im gleichen Jahr war er in der Tragikomödie De frivillige von Frederikke Aspöck in einer Nebenrolle zu sehen. Im Jahr 2019 spielte Bull in sechs Folgen der Fernsehserie Countdown Copenhagen Hassan. Es folgten Rollen in den Fernsehserien Limboland, Advokaten, Centrum, Om natten lyver jeg aldrig, Puls und Den som dræber – Fanget af mørket. Von 2018 bis 2022 war er in sieben Folgen der Fernsehserie Doggystyle in der Rolle von Olli zu sehen und von 2021 bis 2022 in 2 Døgn in der Rolle von Nicki Nørrebro. Ebenfalls 2022 spielte er in dem Kriegsfilm De forbandede år 2 von Anders Refn in einer Nebenrolle.
Im Jahr 2023 nahm Bull an der 20. Staffel von Vild med dans teil, der dänischen Variante von Dancing with the Stars. Er tanzte mit der Profitänzerin Asta Björk Ívarsdóttir. Im Februar 2024 wurde bekannt, dass Asta Björk Ivarsdottir und Bull auch im wahren Leben ein Paar wurden.
Eine Hauptrolle erhielt Bull in dem Thriller Die Wärterin von Gustav Möller, den der Regisseur im Februar 2024 bei den Internationalen Filmfestspielen in Berlin im Wettbewerb vorstellte. Bull spielt in dem Film an der Seite von Sidse Babett Knudsen einen neu in einem dänischen Gefängnis eingetroffenen Sträfling. Ebenfalls ist er 2024 in vier Folgen der Miniserie Bullshit in der Rolle von Pismig zu sehen.

## Filmografie
- 2010: Submarino
- 2012: Die Jagd (Jagten)
- 2014: Copenhagen
- 2015: 9. April – Angriff auf Dänemark (9. april)
- 2018–2022: Doggystyle (Fernsehserie, 7 Folgen)
- 2019: Countdown Copenhagen (Fernsehserie, 6 Folgen)
- 2019: De frivillige
- 2020: Limboland (Fernsehserie, 6 Folgen)
- 2020: Advokaten (Fernsehserie, 4 Folgen)
- 2020: Centrum (Fernsehserie, 8 Folgen)
- 2020: Om natten lyver jeg aldrig (Fernsehserie, 2 Folgen)
- 2020: Puls (Fernsehserie, 8 Folgen)
- 2021: Den som dræber – Fanget af mørket (Fernsehserie, 2 Folgen)
- 2021–2022: 2 Døgn (Fernsehserie, 8 Folgen)
- 2022: De forbandede år 2
- 2024: Die Wärterin (Vogter)
- 2024: Bullshit (Miniserie)
- 2024: Azrael